# Libertad (Huimanguillo)
Libertad es una localidad del municipio de Huimanguillo ubicado en la subregión de la Chontalpa del estado mexicano de Tabasco.

## Geografía
La localidad de Libertad se sitúa en las coordenadas geográficas 17°50′02″N 93°25′06″O / 17.833889, -93.418333, a una elevación de 24 metros sobre el nivel del mar.

## Demografía
Según el Conteo de Población y Vivienda 2020, efectuado por el Instituto Nacional de Estadística y Geografía, la localidad de Libertad tiene 3,899 habitantes, de los cuales 1,883 son del sexo masculino y 2,016 del sexo femenino. Su tasa de fecundidad es de 2.26 hijos por mujer y tiene 1,096 viviendas particulares habitadas.
| Gráfica de evolución demográfica de Libertad entre 1910 y 2020 |
|                                                                |
| INEGI.                                                         |